# John Woodroffe
Sir John Woodroffe (Calcutá, 15 de dezembro de 1865 – Beausoleil, 16 de janeiro de 1936), também conhecido pelo pseudônimo de Arthur Avalon, conquistou seu B.C.L. (Bachelor of Civil Law) na University College, Oxford. Ele se mudou para Índia, onde exerceu seu trabalho na justiça. Tornou-se procurador-Geral de Bengali e em 1915 Diretor da Suprema Corte de Justiça de Calcutá. Também foi nomeado para o conselho efetivo do Governo da Índia. Foi aliás indicado como professor de advocacia em Tagore na universidade de Calcutá. Depois se retirando para a Inglaterra ele se tornou Orador das leis Indianas na Universidade de Oxford, e finalmente mudou-se para a França na sua aposentadoria, onde faleceu em 1936.
Woodroffe, entretanto, vivia uma vida dupla na Índia. Junto com seus deveres judiciais ele estudava o Sânscrito e a filosofia Hindu, especialmente o sistema Shākta Tantra, como um discípulo de Shiva Chandra Vidyarnarva Battacharya. Como primeiro ocidental que teve um profundo conhecimento sobre o Tantra, ele interpretou um importante papel em popularizar o assunto.  
O conhecimento de Woodroffe foi muito importante para prover uma clara visão sobre o que era realmente o Tantra, o que os Tantras realmente contêm e quais eram realmente as práticas Tantrikas. 
Com ajuda de Atal Behari Ghose, ele traduziu cerca de vinte textos originais do Sânscrito, a maioria sob o pseudônimo de Arthur Avalon (o que ele admitiu no prefácio do primeiro trabalho publicado no seu nome, Shakti and Shakta, era a identidade de um grupo que além dele mesmo, incluía seus amigos colaboradores de Bengali, especialmente Ghose).
Ele publicou textos sobre a filosofia Indiana e uma vasta quantidade de tópicos sobre Yoga e Tantra. Seu trabalho ajudou a expandir no ocidente um profundo interesse pela filosofia Hindu e as práticas do Yoga.
Seu mais popular e influente livro, importante contribuição ao entendimento da filosofia e espiritualidade Indiana, chama-se The Serpent Power – The Secrets of Tantric and Shaktic Yoga (Dover Books). Fonte da maioria das praticas de kundalini yoga ocidentais.
Outros livros de sua autoria incluem:
- Shakti and Shakta
- Principles of Tantra (2 vols)
- Kamakalavilasa
- Introduction to the Tantra Śãstra
- [1]Mahanirvana Tantra (Tantra of the Great Liberation)
- Hymns to the Goddess and Hymn to Kali
- The World as Power
- The Garland of Letters
- Bharati Shakti: Essays and Addresses on Indian Culture
- India: Culture and Society
- Is India Civilized? Essays on Indian Culture